# Устюжанино (Новосибирская область)
Устюжанино — деревня в Ордынском районе Новосибирской области России. Административный центр Устюжанинского сельсовета.

## География
Устюжанинское поселение было образовано в 1772 году. Деревня Устюжанино расположена на берегу реки Алеус (приток Оби), в юго-западной части Новосибирской области на расстоянии 150 км от областного центра г.Новосибирска, в 50 км от районного центра р.п.Ордынское, в 45 километрах к северу от Камня-на-Оби, в 11 километрах от Новосибирского водохранилища.  
Площадь деревни — 218 гектаров.
в Устюжанино родился Герой Советского Союза Устюжанин Яков Маркович

## Население
| 2002 | 2007 | 2010 |
| ---- | ---- | ---- |
| 613  | ↘574 | ↘426 |

## Инфраструктура
Устюжанино является самым большим поселением Устюжанинского Сельского совета, в состав которого входят 3 населенных пункта: деревня Устюжанино, село Средний Алеус, деревня Пушкарево. По территории проходит одна автодорога, связывающая поселения Устюжанинского сельсовета с районным центром. 58% дороги не имеет твердого покрытия.
На территории Устюжанинского сельсовета работает средняя школа, открытая 1980 году. В 2022 году учебное заведение было реконструировано. На 2022-2023 учебный год в школе насчитывается 73 ученика. Так же в здании образовательного учреждения базируется группа детского сада. Двухэтажное здание, в котором ранее располагался Детский сад ныне заброшено. В селе функционирует современный Фельдшерско-акушерский Пункт. Пожар, произошедший в 2006 году уничтожил здание Устюжанинского Сельского Дома культуры, построенное во времена СССР. С 2006 года СДК базируется в здании бывшего сельского совета. В поселении функционируют объекты торговли.
Специализацией поселения является сельское хозяйство. Данным видом деятельности занимаются крестьянское(фермерское) хозяйство, индивидуальные предприниматели.

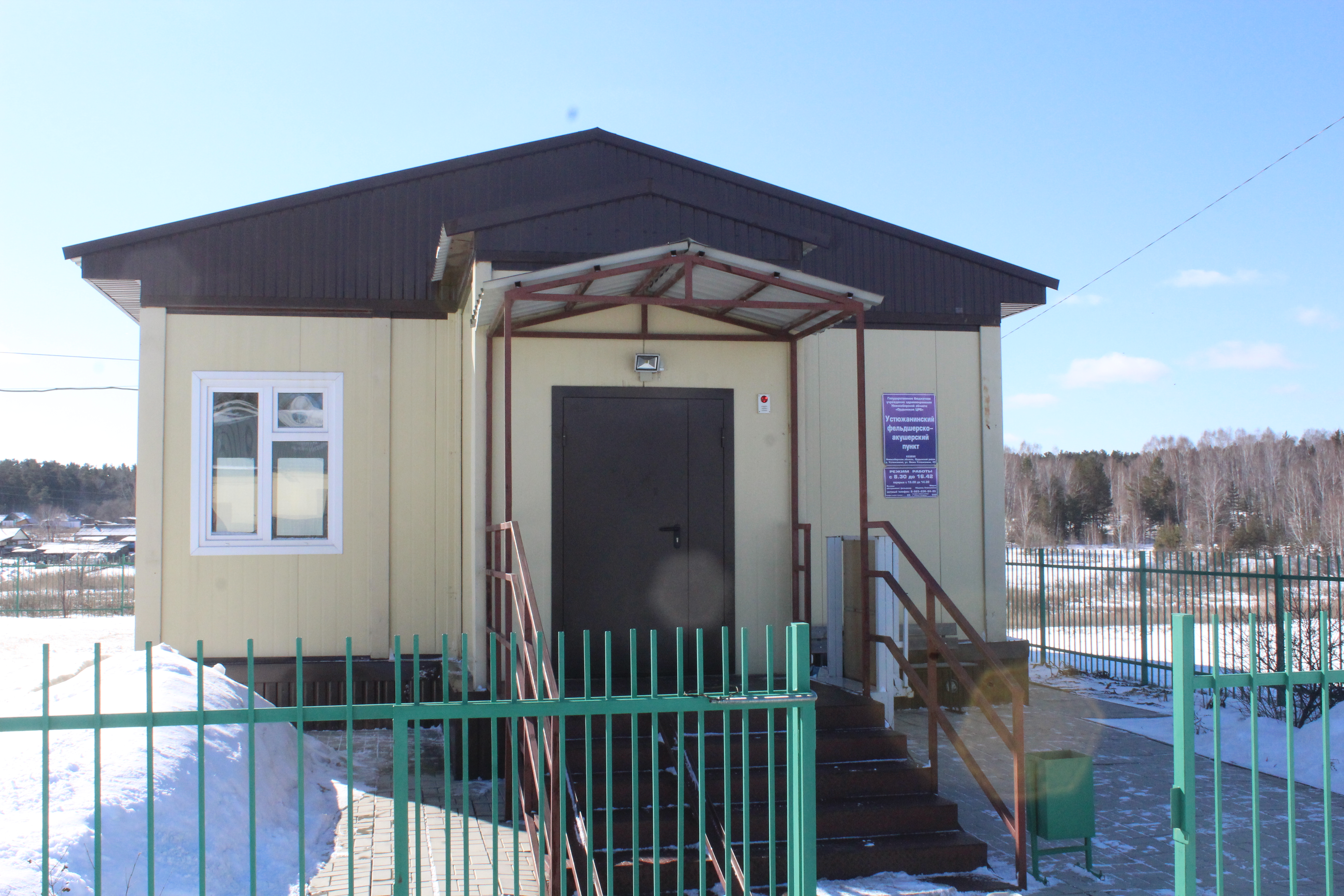
Фельдшерско-акушерский пункт села Устюжанино.

## Примечания

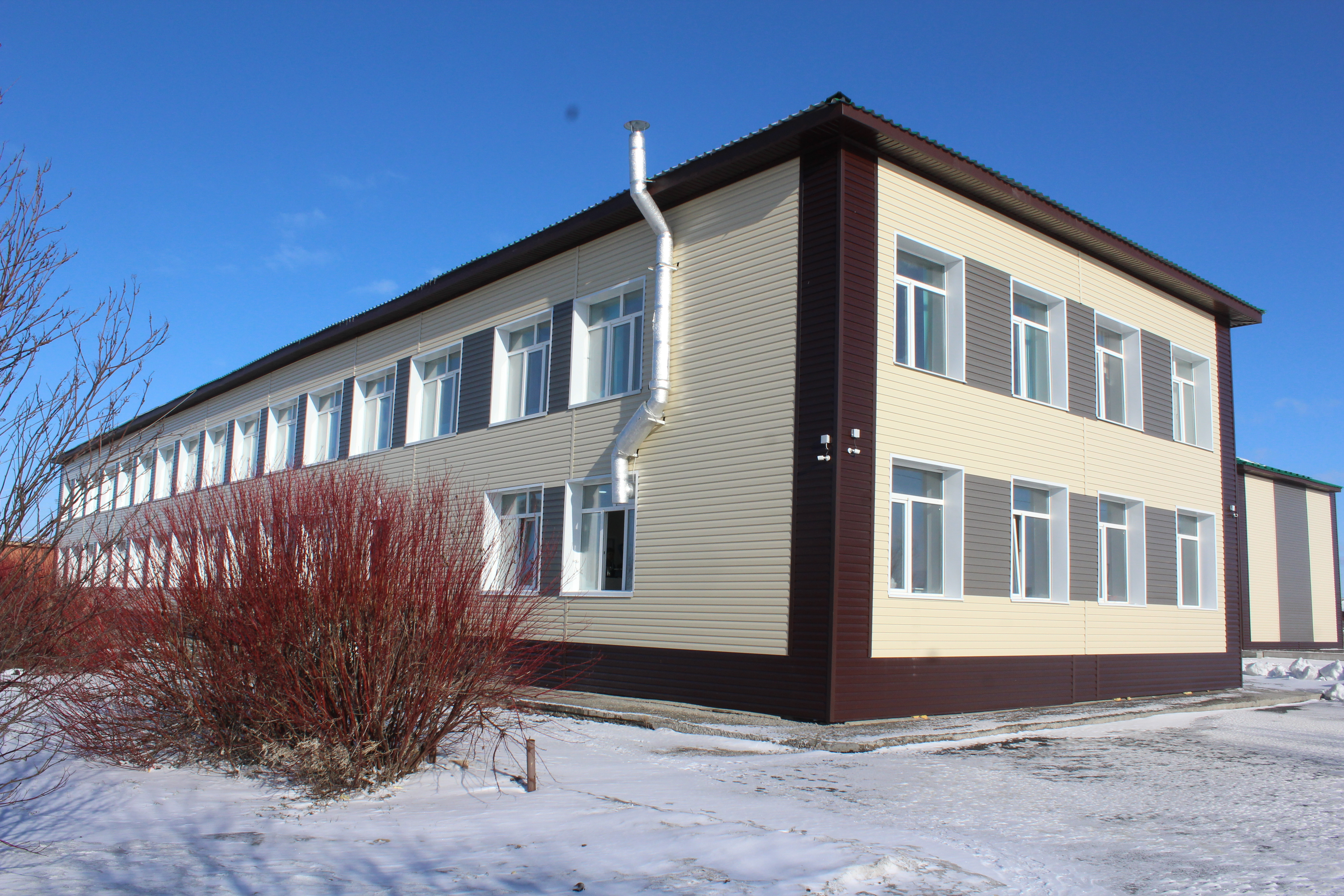
Устюжанинская школа после реконструкции. Весна 2023 года.

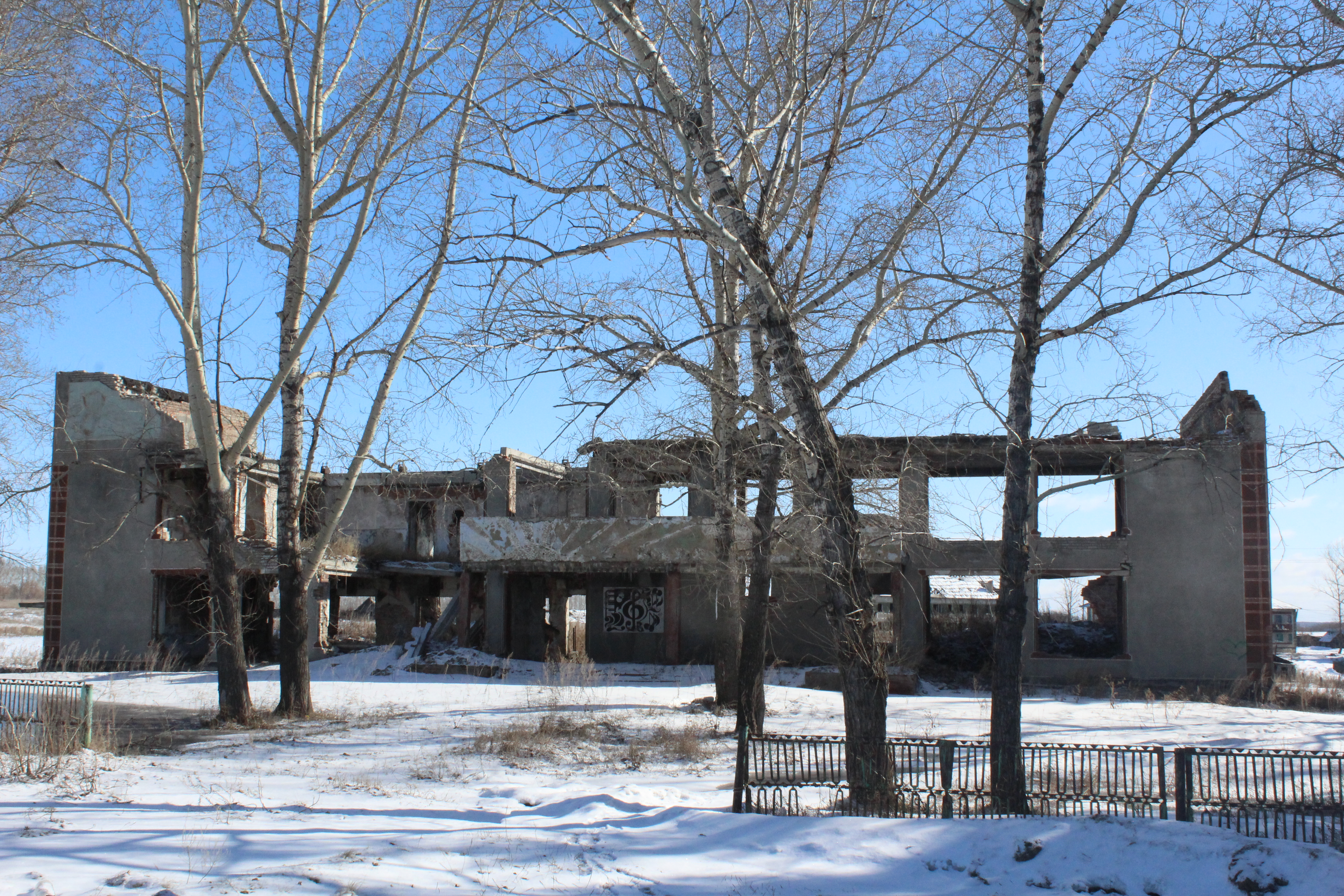
Руины Устюжанинского Сельского Дома культуры